# Kirke Hørup
Kirke Hørup – miasto w Danii, w regionie Dania Południowa, w gminie Sønderborg.